# Repostería de España

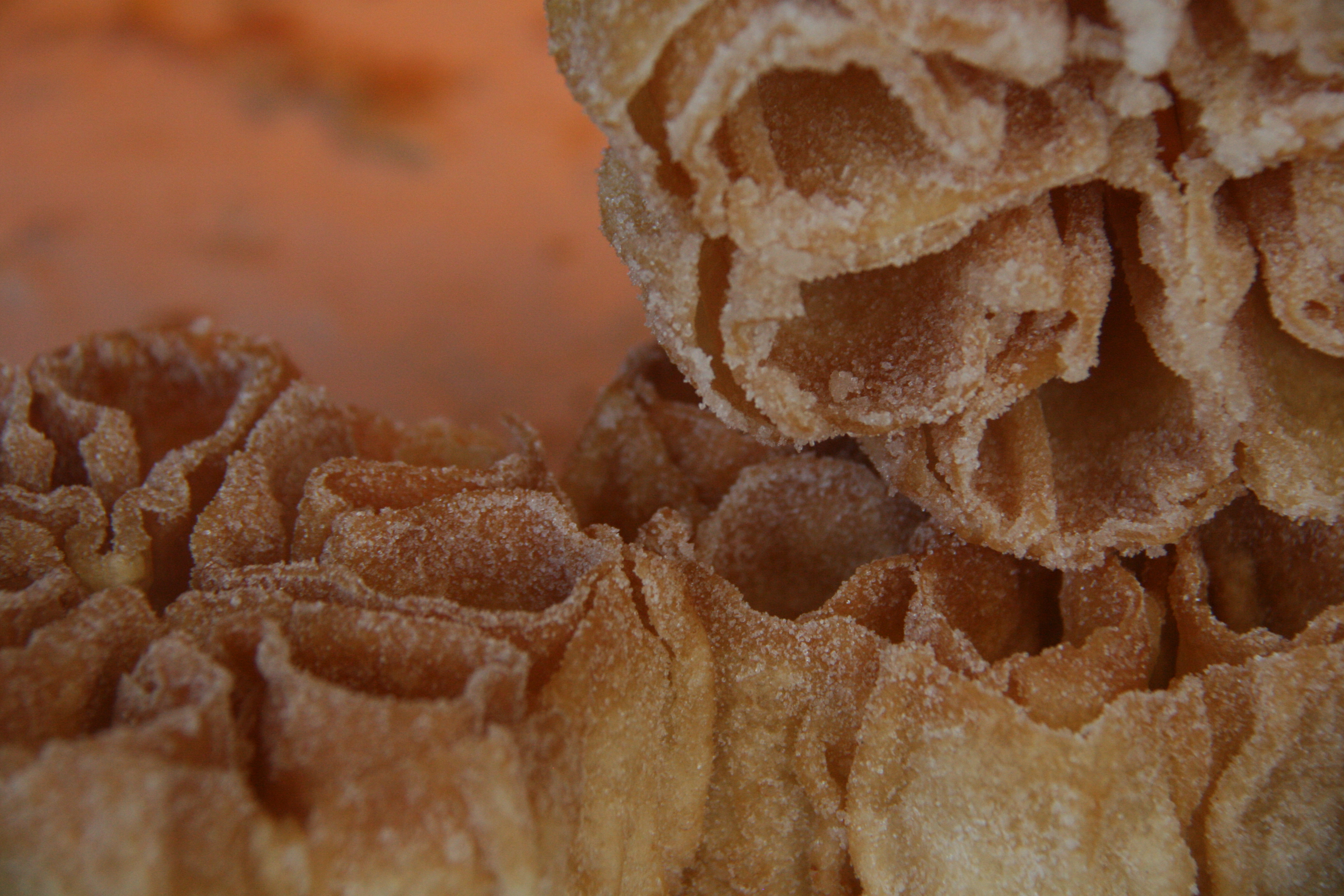
Detalle de una flor frita manchega, ejemplo de algunos dulces españoles: mezcla de harina de trigo, azúcar y aceite de oliva en fritura.

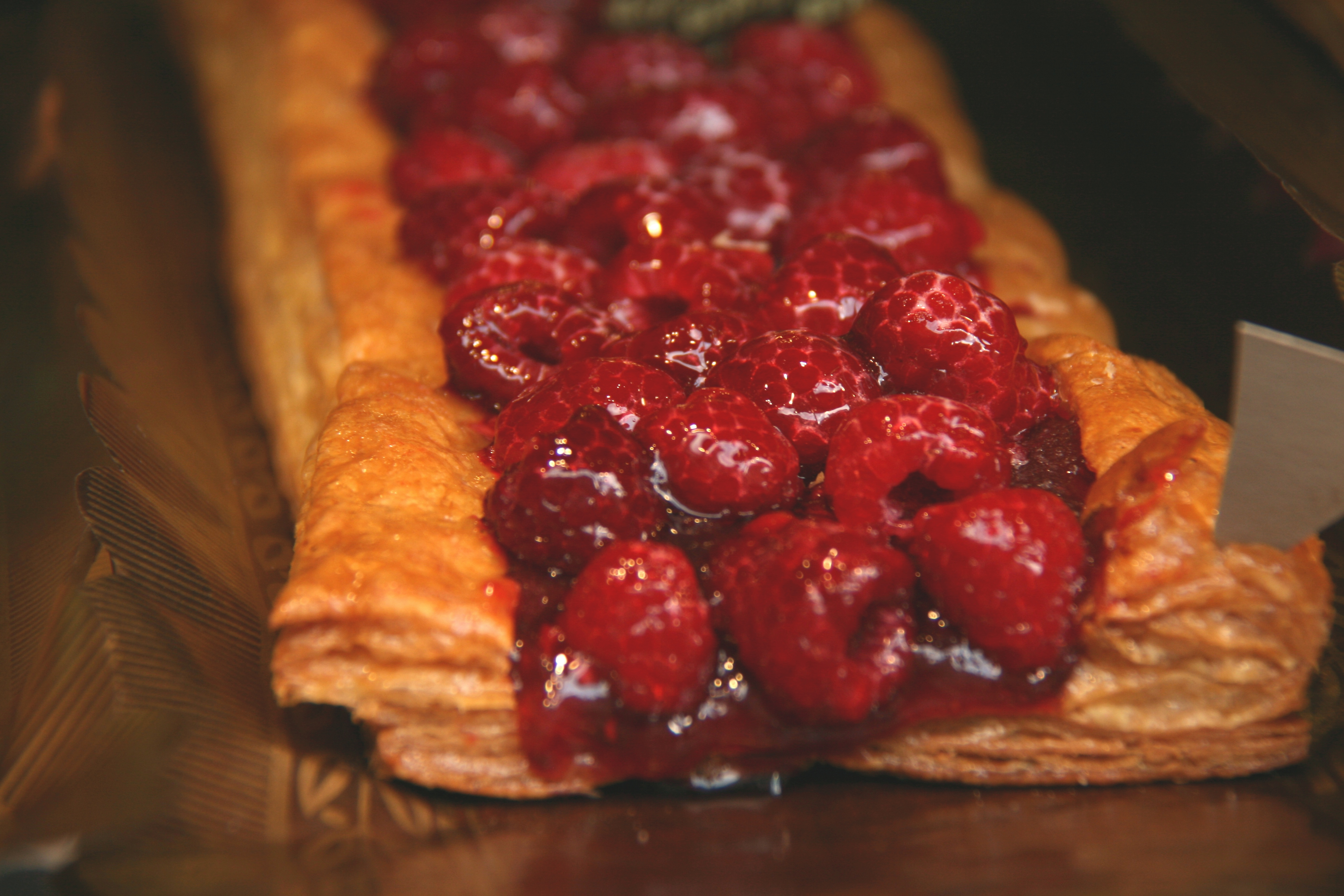
Pasteles con hojaldre, una invención española del.

La Repostería de España es una parte especializada de la cocina española relativa a la elaboración de postres y dulces diversos. La repostería tiene una profunda tradición histórica en la cocina hispana, en algunas ocasiones muestra una gran influencia de la época andalusí (en el uso de almendras) y de la cocina sefardí que es la época cuando se impulsa verdaderamente la repostería española. Cabe pensar que gran parte de las recetas estuvieron evolucionando posteriormente en Monasterios y Conventos y en el Siglo de Oro mediante recetarios secretos, a veces unidos a la práctica de la farmacia.
La repostería española, con el trabajo de sus grandes obradores, influyó en otras cocinas fuera de su territorio, transmitiendo algunas técnicas reposteras, como por ejemplo a algunas cocinas americanas durante la colonización de América, y de Filipinas. Posteriormente ya en el siglo XIX fue profundamente influida por la repostería francesa. El desarrollo general de la pastelería y de sus técnicas al igual que la confitería española se ha producido de forma paralela al desarrollo de la tecnología del azúcar. No cabe olvidar a veces la vinculación de las especialidades reposteras españolas con el ritmo anual de las celebraciones religiosas cristianas. No todas las obras de repostería son dulces, existe una cierta pasión por los pasteles salados, que desde siempre se han encontrado en las pastelerías. A pesar de la gran variedad y calidad que ofrecen algunas de sus creaciones, la repostería española no ha logrado preparaciones de reconocimiento internacional en comparación con la cocina.

## Historia
Poco se sabe de la repostería española antes de la época de los romanos. Es muy posible que se elaborasen preparaciones dulces con miel de Hispania. La miel era el único producto conocido para endulzar. Poco se sabía de otros en los tiempos antiguos, a no ser de la rara savia del arce (Saccharum officinarum) que se empleaba como elemento farmacológico (ya mencionado por Dioscórides). Cabe la posibilidad de que los primeros dulces antes de la llegada de los romanos a la península consistieran en una mezcla de miel y frutos secos molidos. La miel de Hispania era muy famosa en la época del imperio romano y de esto se tiene constancia por Macrobio (gobernador de Hispania a mediados del siglo IV) en sus Commentarii in Somnium Scipionis.
La pastelería romana fue la que primero influyó, debido principalmente a la introducción de nuevas técnicas reposteras. Los romanos empleaban nuevos medios de dulcificación en la repostería: como el mulsum (vino melado). Mezclaban la harina de trigo con la miel para elaborar los primeros dulces. En esta época la elaboración del pan y los pasteles o tortas era similar. Nos quedan nombres de algunas preparaciones reposteras gracias a autores que las mencionan como la tripartina (por el empleo de huevos, leche y miel), el globus (especie de buñuelo), la melca, o la popular placenta de harina de trigo, miel y queso.

### Edad Media

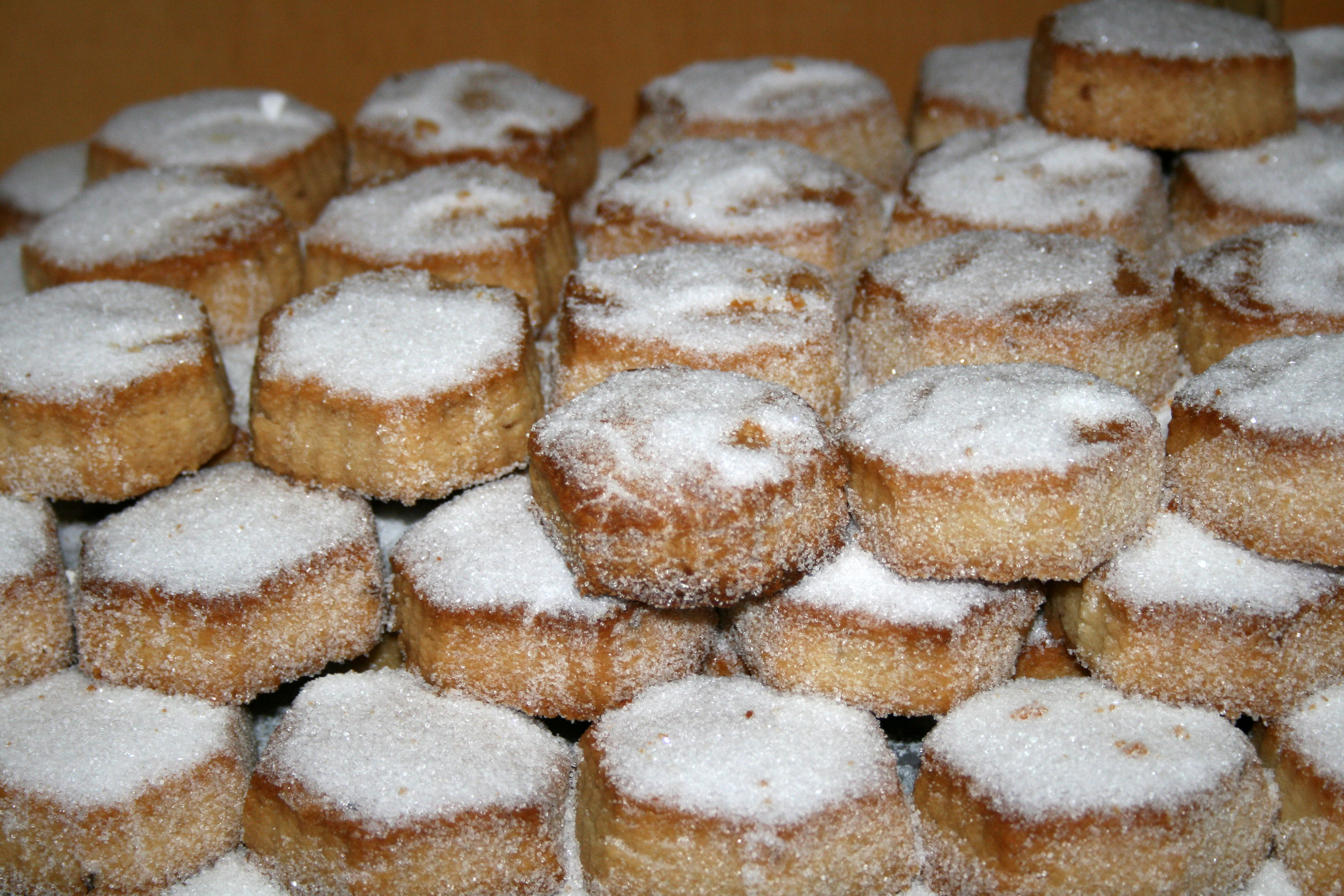
Pastas, una tradición medieval de la cocina castellana.

Fue la repostería árabe la que trajo el esplendor a la repostería española. Con ellos vino una nueva forma de dulcificar: la caña de azúcar. Es sabido que los árabes refinaban el azúcar de caña en el siglo IX. Este fenómeno revolucionó la repostería española. Gran parte de las referencias a la repostería andalusí del siglo XIII se puede encontrar en la traducción que hizo el hispanista moderno Ambrosio Huici Miranda de un manuscrito anónimo que tituló La cocina hispano-magrebí en la época almohade según un manuscrito anónimo (referenciado habitualmente como manuscrito anónimo), donde se describen dulces como el alfaxor, los gata'if, las almojábanas (empanadillas rellenas de queso y fritas a las que se espolvoreaba azúcar), los cuernos de gacela, etc. De la repostería andalusí queda el gusto por el uso de almendras en muchas de las preparaciones dulces.
De la misma forma se divulgaba la dulcería mosaica antes de la expulsión de los sefardíes decretada por los Reyes Católicos en 1492. Las celebraciones judías son muy pródigas en dulces y no faltaban dulces específicos de cada celebración como los letuarios de membrillo del Yom Kipur, en el Sucot las hojuelas y las roscas, en la Januca eran habituales los buñuelos y los pasteles de pasas. Mucho de esta repostería se ha ido relegando al olvido. Otras variantes se recuerdan en la actualidad en países de Iberoamérica, así como en Turquía o Grecia (lugares en donde habitan en la actualidad colonias de sefardíes).
La Reconquista hace que todo ese saber repostero quede de alguna forma en el saber popular, no obstante hay manuscritos como Libre de totes maneres de confits (de treinta y tres capítulos) de autor anónimo que refleja una herencia árabe-española. En ella describe pasteles en forma de libros, jaleas, confites y bebidas como la aloa. La cocina española de mediados del siglo XV se caracterizaba por la mezcla de sabores agridulces. El gusto por lo agridulce es una constante de esta época que proviene de la pastelería romana, tomando el concepto lógico del “choque de contrarios” y de la mezcla de sabores. La repostería conventual nació en algún momento de la Alta Edad Media. Es muy posible que la elaboración de dulces fuese realizada con vistas a agasajar a los benefactores de la comunidad, siendo esta una actividad habitual.

### Repostería del Siglo de Oro

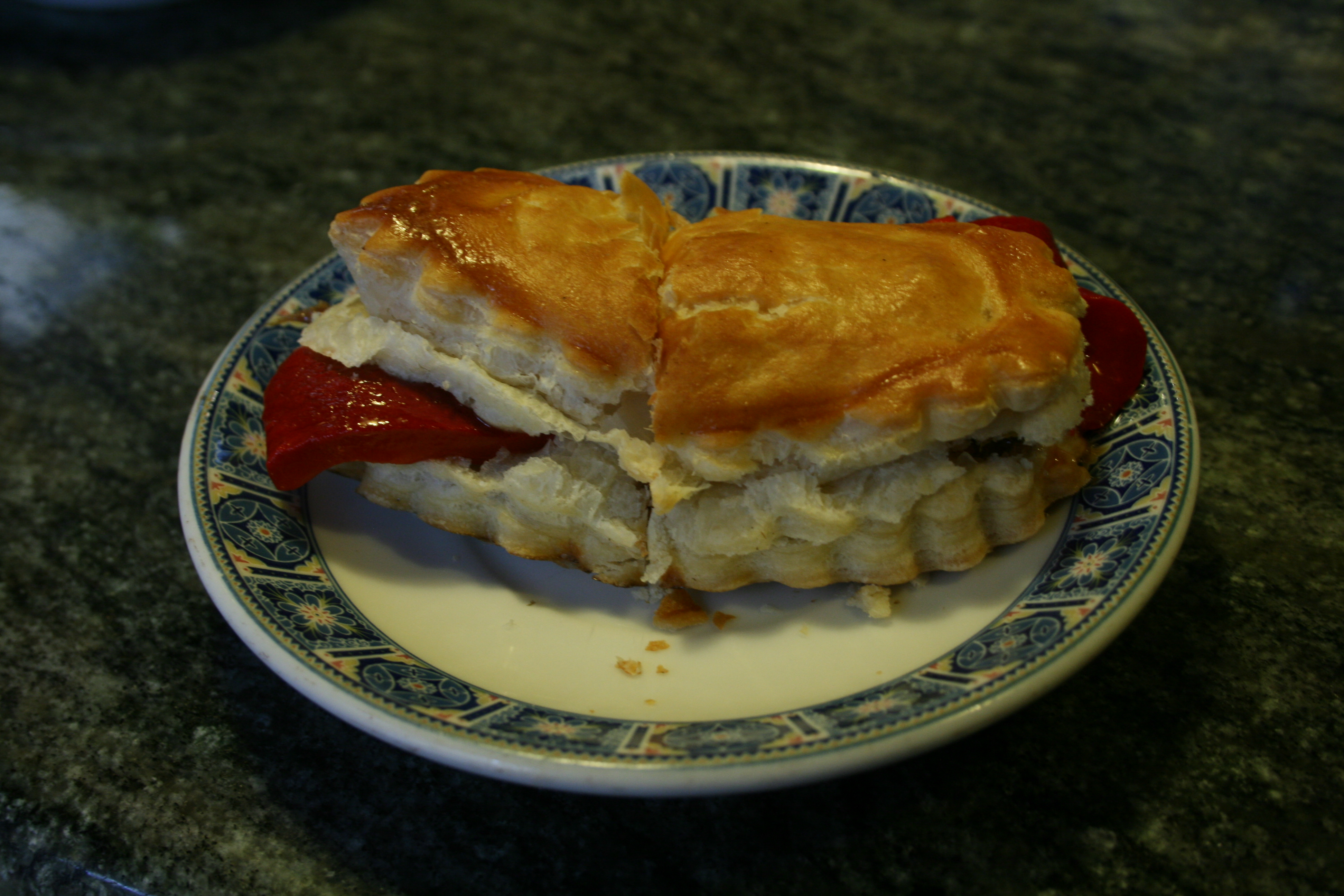
Los pasteles con masa de hojaldre, una delicia del español, muy típica hoy en día.

La repostería iba poco a poco abandonando el uso de la miel como elemento dulcificador y poco a poco empezó a emplear el azúcar de caña. La popularidad del azúcar se muestra en 1530 en la obra del médico Luis Lobera de Ávila, en el que muestra como los caballeros de la época no hablan de otra cosa. Es frecuente el uso del chocolate caliente servido como bebida. El Siglo de Oro español lo fue igualmente para la repostería española. Cabe destacar entre los reposteros a Miguel de Baeza que en Toledo escribe en 1592 «Los cuatro libros del arte de confitar». De la misma forma se menciona la Luis Vallés en su obra Regalo de la Vida Humana en el que muestra estrecha relación existente entre la confitería y gastronomía con la medicina y la dietética. A mediados del siglo XVI la repostería cubría una doble función tanto el tratamiento de la enfermedad y/o la degustación como golosina. Se describen en él postres como los artalejos, las piñonadas, el diacitrón, etc. Diego Granado que en su «Libro del arte de cozina» de 1599 describe procesos culinarios típicos castellanos (que resultó ser un plagio de gran parte del Libro de guisados, de Ruperto de Nola). Se empiezan a regular las actividades de los confiteros, turroneros o melocheros (melocha: miel cocida) en Castilla. Se comienzan a abrir establecimientos especializados de venta de productos reposteros, un ejemplo es en 1883 el Horno del Pozo en Madrid.
Francisco Martínez Montiño con su «Arte de cozina, Pastelería y Conservería» (1611) menciona elaboraciones de la Corte llenas de esplendor. Domingo Hernández de Maceras que describe la cocina de los Colegios Mayores de Salamanca en el siglo XVII deja lugar para la repostería. Francisco Martínez Montiño cocinero de Felipe II que en 1611 escribe la primera obra dedicada en exclusiva a la repostería «Arte de cozina, Pastelería, vizcohería y Conservería». Montiño es uno de los creadores de la masa de hojaldre, tan popular entre la pastelería española de este siglo y que con el tiempo se asoció erróneamente a la cocina francesa. En esta época la tradición confitera española se transmitía en manuscritos pasados de mano en mano a través de los confiteros, eran los “libros de secretos”, cuyo valor gastronómico quizás no ha sido tenido muy en cuenta, y en los que las elaboraciones confiteras adquieren cierta importancia. Las especias más empleadas eran la canela, el clavo y el azafrán.
Del Nuevo Mundo llega un ingrediente que revolucionaría la repostería española y posteriormente la europea. Se trata del chocolate procedente de México. Los reposteros españoles fueron los primeros en Europa que lo trabajaron, añadiéndole azúcar para deshacer su sabor amargo y aromatizándolo con la también americana vainilla. Pronto se convertiría el chocolate en un ingrediente muy popular, imprescindible en la vida social. Sirvió como desayuno de niños y adultos, y según autores esta misma popularidad retrasó la incorporación de café en las costumbres españolas. La receta de la elaboración llegó a Francia debido a la venta de la receta para su fabricación, no siendo introducido en la Corte francesa hasta que Ana de Austria (hija de Felipe III de España) divulgó su receta.
Ya en el siglo XVIII el repostero real Juan de la Mata publica su libro "Arte de Repostería" (1786) en Madrid y hace numerosas descripciones de la repostería de la Corte española. Tras esta publicación de Juan de la Mata, no se realiza otra de repostería hasta comienzos del siglo XIX. Ceferino Noriega que escribe «Manual del confitero y pastelero», obra con la que se abre el siglo XX. La proliferación del azúcar hace que las conservas en jaleas se consideren parte de la confitería, la más difundida en la España moderna fue la carne de membrillo, en Portugal denominada mermelada. Las recetas empiezan a incluir el azúcar frente a la miel, aparecen recetas del azúcar cande, la del alfeñique, el azúcar rosado, etc. Algunas de las salsas dulces mencionadas se encuentra la pólvora de duque (muy empleada en las elaboraciones culinarias de la alta cocina navarra y aragonesa de la Baja Edad Media).

### Repostería moderna
A finales del siglo XIX se empiezan a abrir en Madrid tiendas especializadas donde se muestran obras refinadas de repostería. Un ejemplo de ello es Lhardy donde se comentaba que su propietario había llegado para poner corbata a los bollos de tahona (así se llamaban por aquel entonces). Se empiezan a editar revistas especializadas como La confitería Española. La escritora María Mestayer de Echagüe (Marquesa de Parabere) escribe en 1930 un libro titulado «Confitería y Repostería». En algunas provincias como en la Rioja se inventan postres a finales del siglo XIX, caso de los rusos en el municipio de Alfaro. En la coruñesa Puentedeume, su famosa tarta de yema. En la segunda mitad del siglo XIX Juan Losada García funda la Confitería San Miguel en Hellín la más elegante de la provincia de Albacete, de procedencia gallega recalaron en Madrid y de allí llegaron a Hellín donde traen los pasteles de Yema de Huevo y sacan por vez primera el típico caramelo de Hellín de forma cilíndrica y de picos que no tiene parangón y además saca los caramelos del Congreso.
Ya en el siglo XX surge en España el fenómeno de la repostería industrial y en el año 1962 el industrial Andrés Costafreda crea la empresa Donut Corporation española con el objetivo de la producción y comercialización de Donuts® en España. De la misma forma la compañía Chupa Chups comercializa en los años sesenta una fórmula muy original de caramelos en un palo. Un intento similar lo había hecho Eugenio Fontaneda en 1881 cuando abre galletas Fontaneda en Aguilar de Campoo, en plena meseta palentina. Se crean compañías que marcan líneas de productos marcadamente españoles como es la Repostería Martínez que saca al mercado sobaos, magdalenas y demás.

## Los ingredientes
La repostería y pastelería española hereda en gran medida los gustos andalusíes por el empleo de frutos secos como pueden ser las almendras, las castañas, etc. La harina de trigo es empleada con asiduidad en la elaboración de diversas masas pasteleras, es a veces mezclada con otros tipos de harinas. El empleo abundante de vainilla y canela, así como de azúcar (en raras ocasiones se emplean mieles o siropes). El chocolate procedente de México agradó tanto a la sociedad española que pronto se incorporó como ingrediente a los pasteles y a sus costumbres culinarias como fue la típica merienda de chocolate con churros.

## La repostería industrial

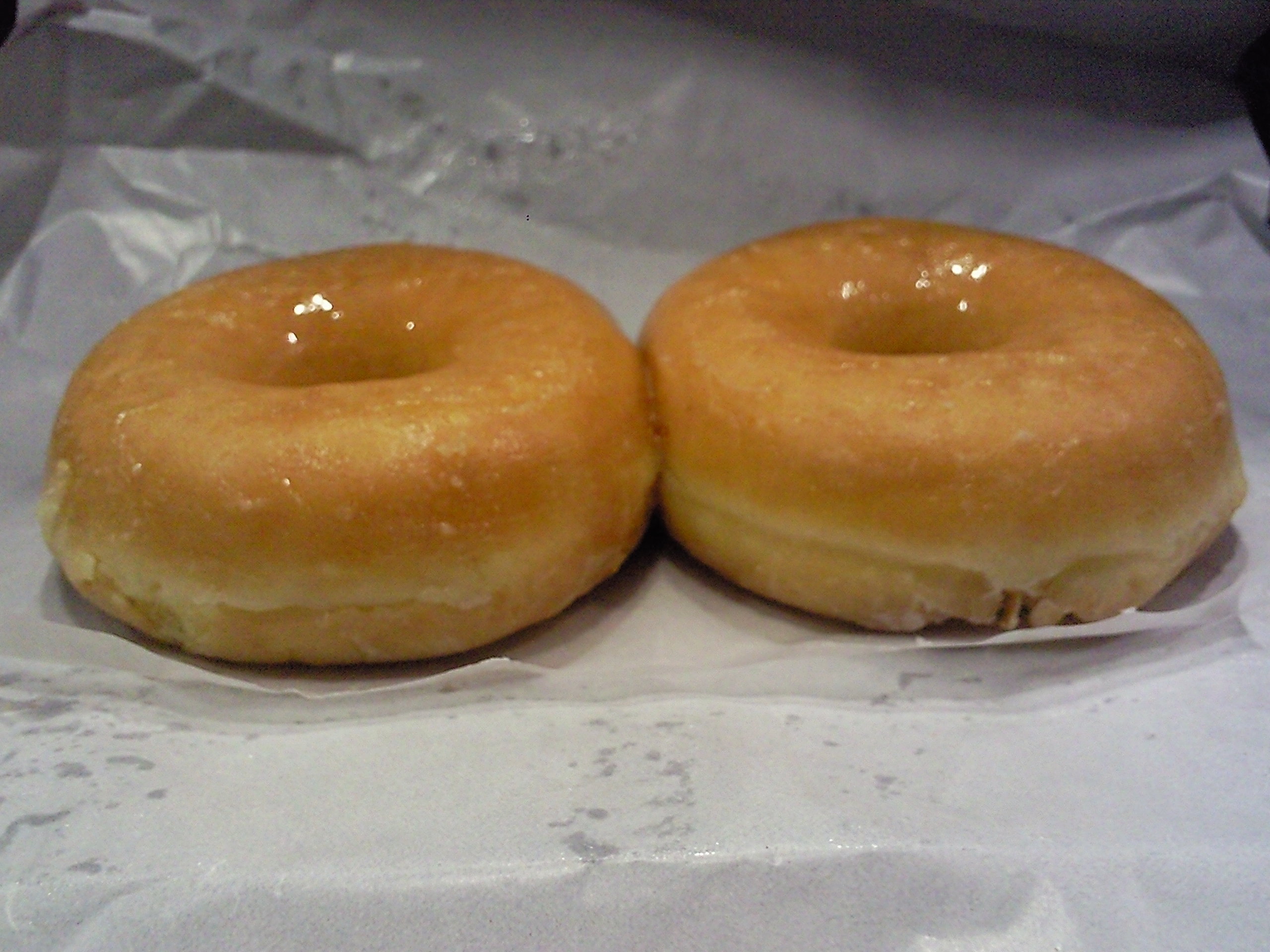
El donut: un ejemplo de bollería industrial, introducido en la repostería española en los años setenta gracias a campañas de marketing televisivo.

En el entorno de la tradicional repostería española, surge a mediados del siglo XX la denominada repostería industrial, este tipo de pastelería aparece en las panaderías y se hace con una clientela asidua entre los jóvenes. Ofrece pasteles a bajo coste y su hechura es estándar. Pronto se hace muy habitual entre los españoles y cubre los espacios de las meriendas y de los aperitivos de mediodía. Posee la característica de ser barata por su proceso de fabricación, y en sus primeras etapas surge su presencia en la sociedad española debido a anuncios: un caso famoso fue el de los donuts recubiertos con azúcar glasé que se hizo muy popular en los años setenta. En el año 1975 se lanza un spot publicitario del grupo Panrico en la televisión española titulado "¡Anda, la cartera!" que abrió paso a una fuerte demanda del consumo de donuts entre la población joven. Antes de donut hubo compañías como Nutrexpa que lanzaron con éxito el Colacao (polvo de cacao que se suele disolver en leche caliente) que bajo un spot radiofónico de los años cincuenta, titulado: "Yo soy aquel negrito del África tropical..." lograron fama. De la misma forma la galleta María se hizo muy popular en los desayunos, y en las elaboraciones reposteras las natillas.
Posteriormente debido al éxito del donut, surgen otros tipos de pasteles industriales apoyados por compañías multinacionales como Bimbo que sacan al mercado bollos como el tigretón, o el bimbocao. En algunos casos como el bollycao que surge a finales de los años setenta, alcanza fama posteriormente, a comienzos de los años noventa. A finales del siglo XX empiezan a establecerse en las grandes ciudades españolas establecimientos franquicias de compañías norteamericanas como Dunkin' Donuts.

## Costumbres
Es costumbre en España emplear los alimentos dulces en el desayuno y al final de las comidas (en forma de postre). La merienda en algunos casos es una oportunidad para degustar la repostería. Quitando estos casos es poco frecuente encontrar ocasión para tomar algún dulce. Un alimento dulce es considerado "el fin de una comida", es quizás por esta razón por la que la costumbre española del tapeo evita, por regla general, alimentos con sabor dulce. El gusto por pasteles salados, o masas fritas en lo que se denomina frutas de sartén (entre las que se encuentran los churros y los buñuelos) es una costumbre muy arraigada en la mayor parte de territorio, siendo el chocolate con churros lo más célebre (antiguamente incluso los picatostes). La celebración de fechas con pasteles es frecuente como puede ser: cumpleaños, aniversarios, etc. A veces un surtido de pasteles cumple funciones similares. De la misma forma resulta costumbre celebrar ciertas reuniones mediante el empleo de una tarta, un ejemplo claro es la tarta nupcial.

### Repostería Navideña

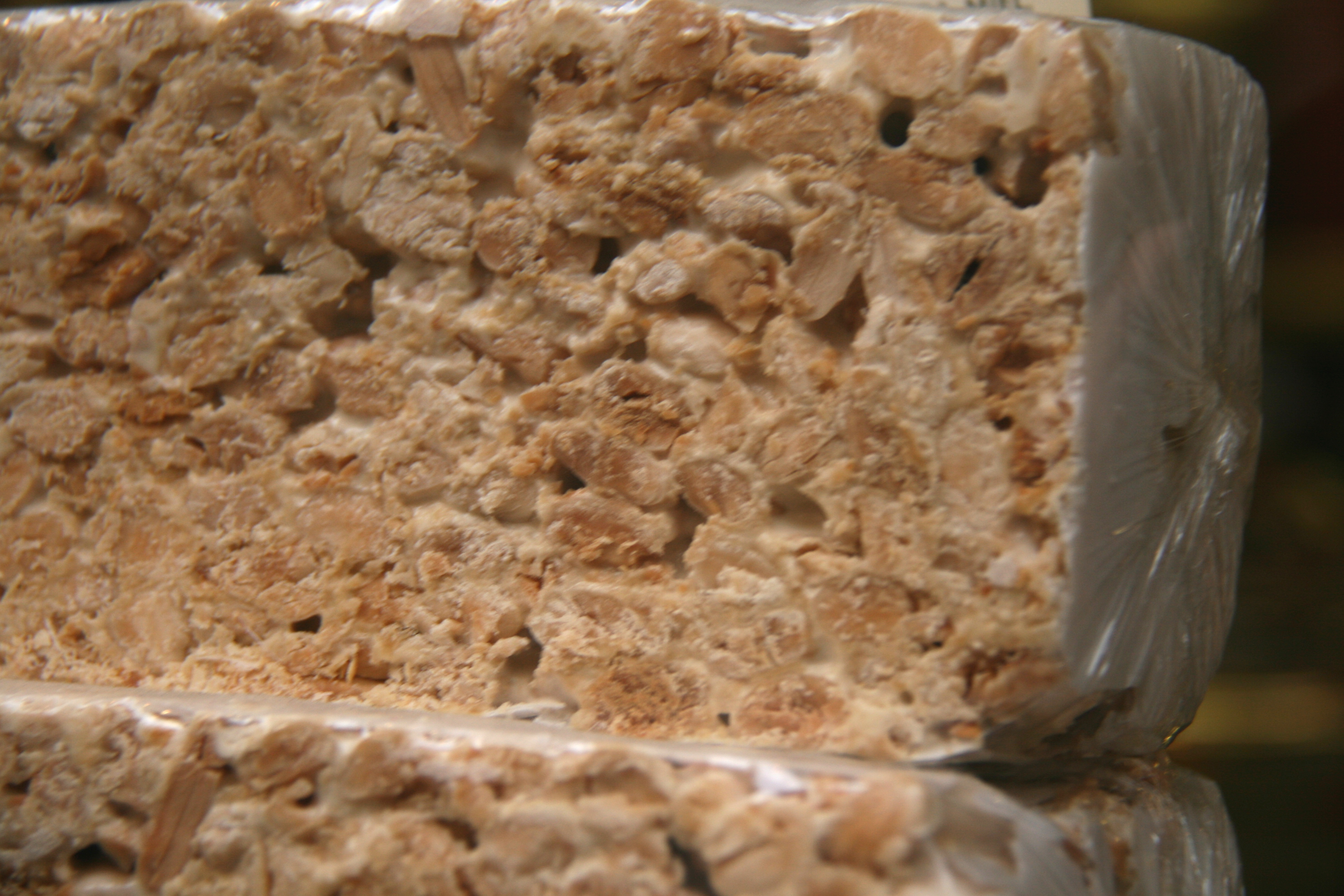
El turrón de Alicante (denominado duro) es una de las constantes en la repostería española navideña.

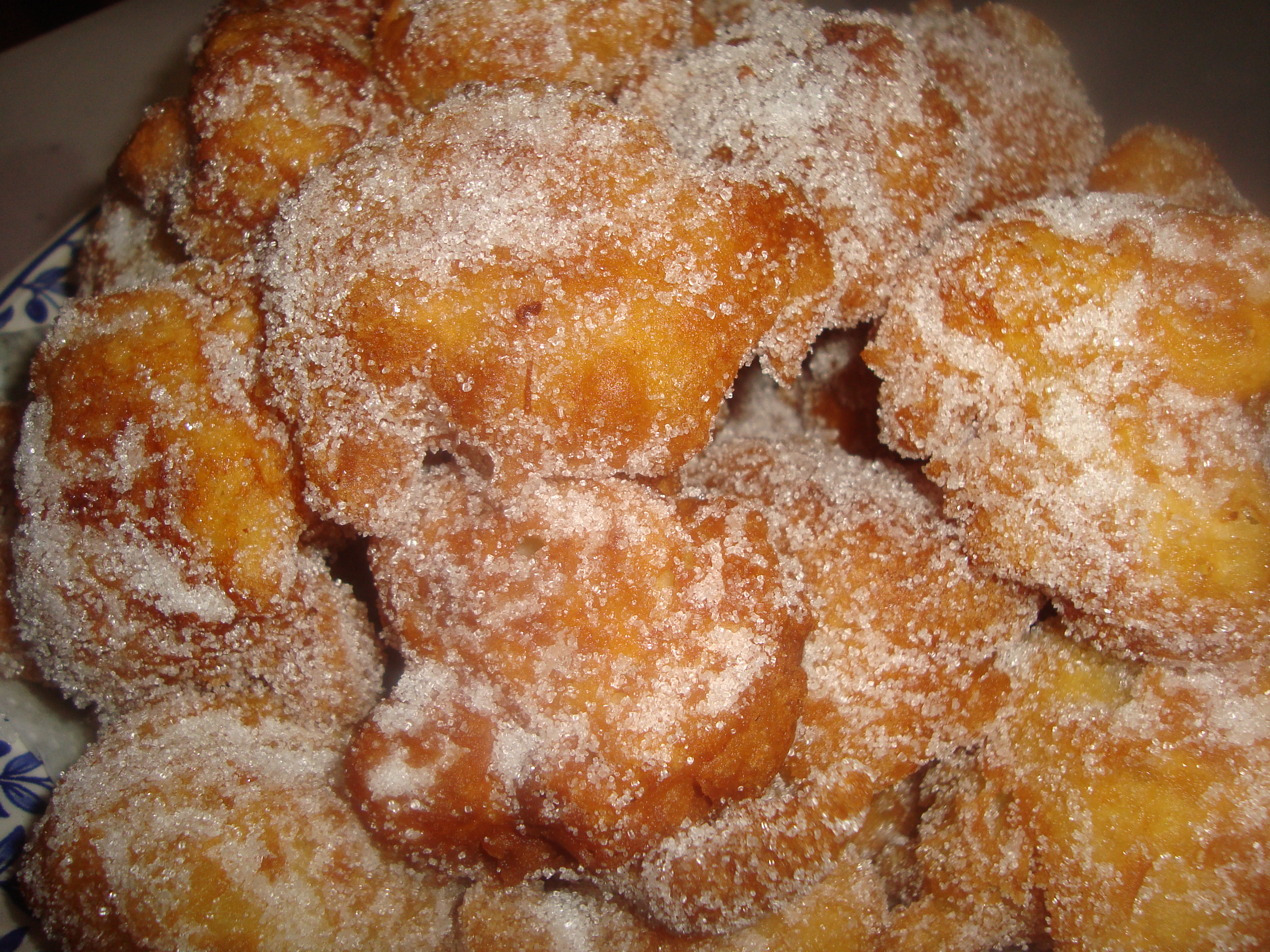
Higos albardados.

Cabe mención especial dentro de las costumbres reposteras españolas la celebración de la Navidad debido a que existen algunas preparaciones comunes a todo el país durante estas fechas. Los dulces más típicos son los turrones que de forma tradicional se dividen en dos tipos en una variedad denominada turrón de Alicante con las almendras a la vista (y que popularmente se le denomina turrón duro), y el turrón de Jijona que presenta las almendras molidas y es de apariencia pastosa (y que popularmente se le denomina turrón blando). Ambas variedades forman parte de la gastronomía navideña española y se presentan en disposiciones similares a la del turrón como es el caso de la torta imperial. Posteriormente se fueron añadiendo otras variedades de turrón más exóticas: turrón de yema, turrón de frutas, de coco, etc. Es habitual en estas fechas que acompañen a los turrones los mazapanes, las peladillas de diversos tamaños (y siempre de color blanco), los polvorones, etc. Es frecuente que estos dulces se coloquen en la parte central de la mesa y se ofrezcan a los visitantes durante la celebración de estas fiestas.
El día de Nochevieja se ha puesto de moda desde mediados del siglo XX el desayuno de chocolate con churros al amanecer en ciertos lugares públicos, cafés y chocolaterías. La noche de Reyes, tras la cabalgata y El día de Reyes es habitual el postre del roscón de reyes, este bollo de harina de trigo perfumado con agua de azahar posee en su interior un pequeño regalo sorpresa, y el haba y multitud de diferentes costumbres se centran en torno a su descubrimiento por parte de varios de sus comensales. Con el roscón de reyes, cierra la Navidad gastronómica de cada año en España.

### Repostería de Semana Santa

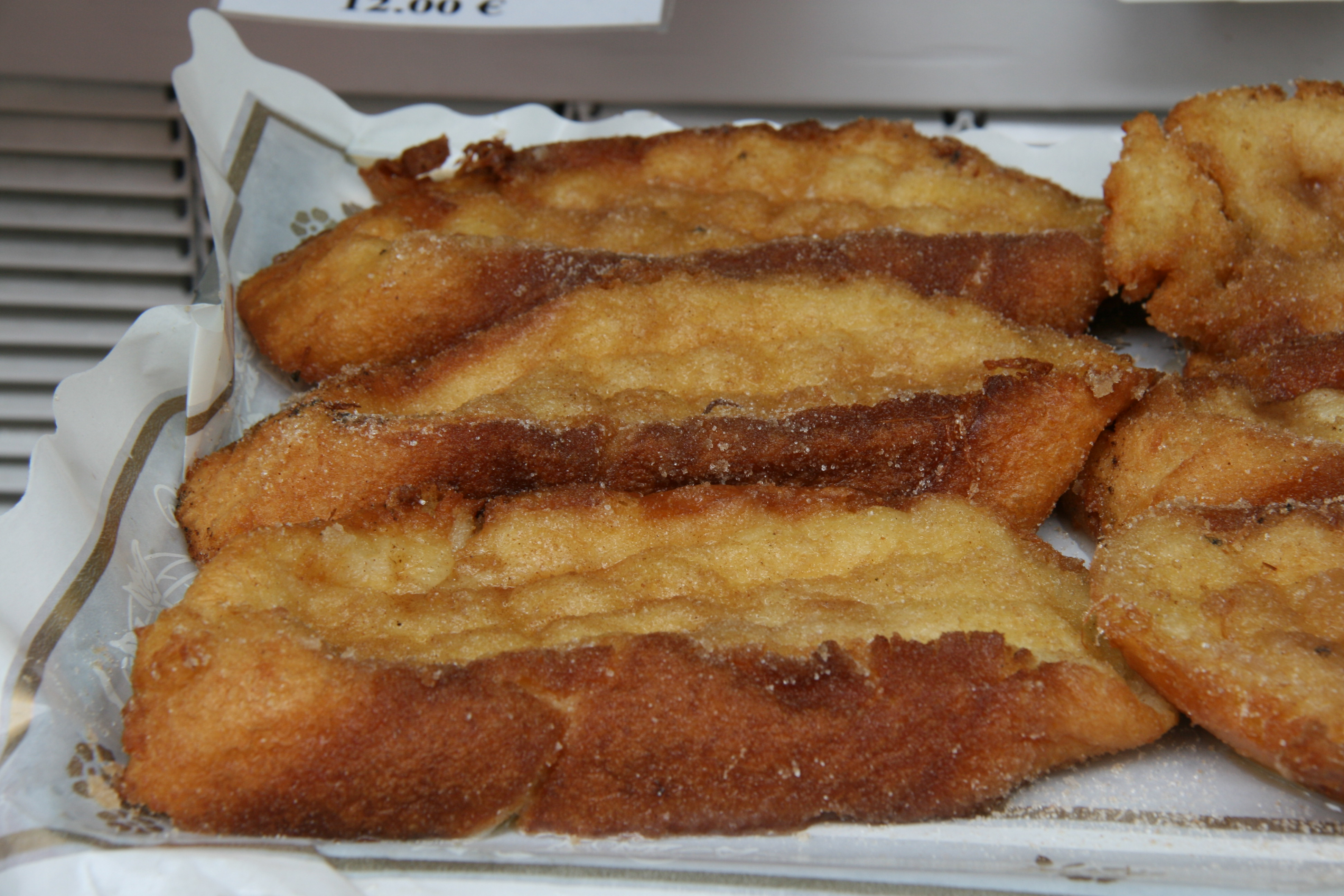
Las torrijas son un dulce típico de la Semana Santa en toda España.

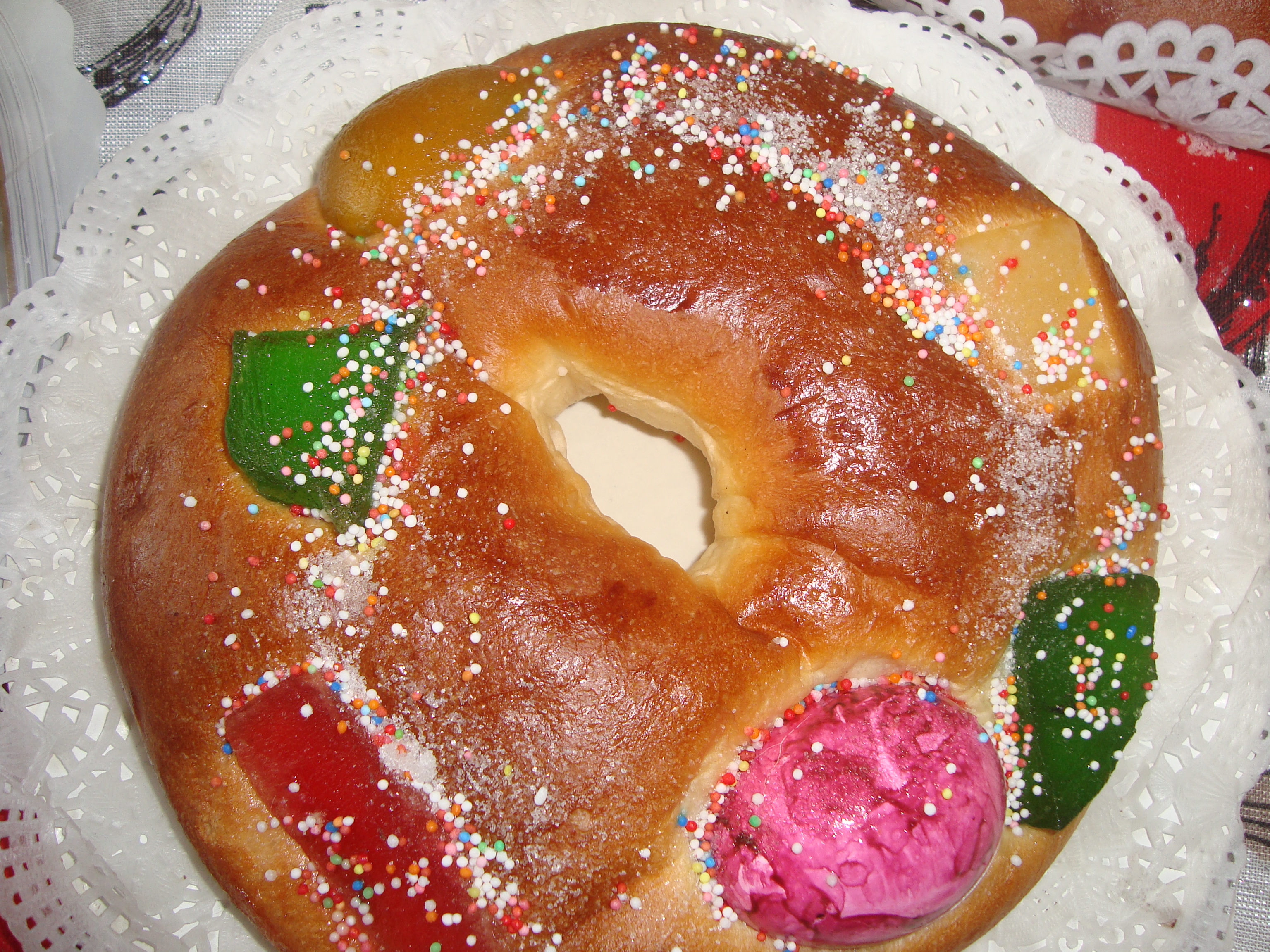
Mona de Pascua (Castellón). Repostería Santoral.

La repostería española de Semana Santa es muy celebrada en algunas zonas de España, un ejemplo claro son las cocas de sardina en Aragón. Pero un ejemplo típico de todo el territorio es la torrija que aparece, sin excepción, en las recetas caseras y en los postres de los menús de los restaurantes de casi todo el territorio. En la provincia de Valencia es habitual en Semana Santa el pan quemado. En muchas localidades de Andalucía se elaboran los populares roscos de Semana Santa.
Junto con las torrijas se elaboran igualmente los pestiños, la leche frita, los buñuelos de viento, los bartolillos madrileños, el arroz con leche, las filloas gallegas, las flores de sartén manchegas, las cocas de Pascua (denominadas también Monas de Pascua) de la zona del Levante, etc. Las preparaciones conventuales reposteras suelen tener una mayor demanda en estas fechas. Dentro de las preparaciones saladas es habitual el hornazo, y panes específicos. De todas formas son igualmente populares las compotas de frutas (peras o manzanas).

### Repostería del Santoral

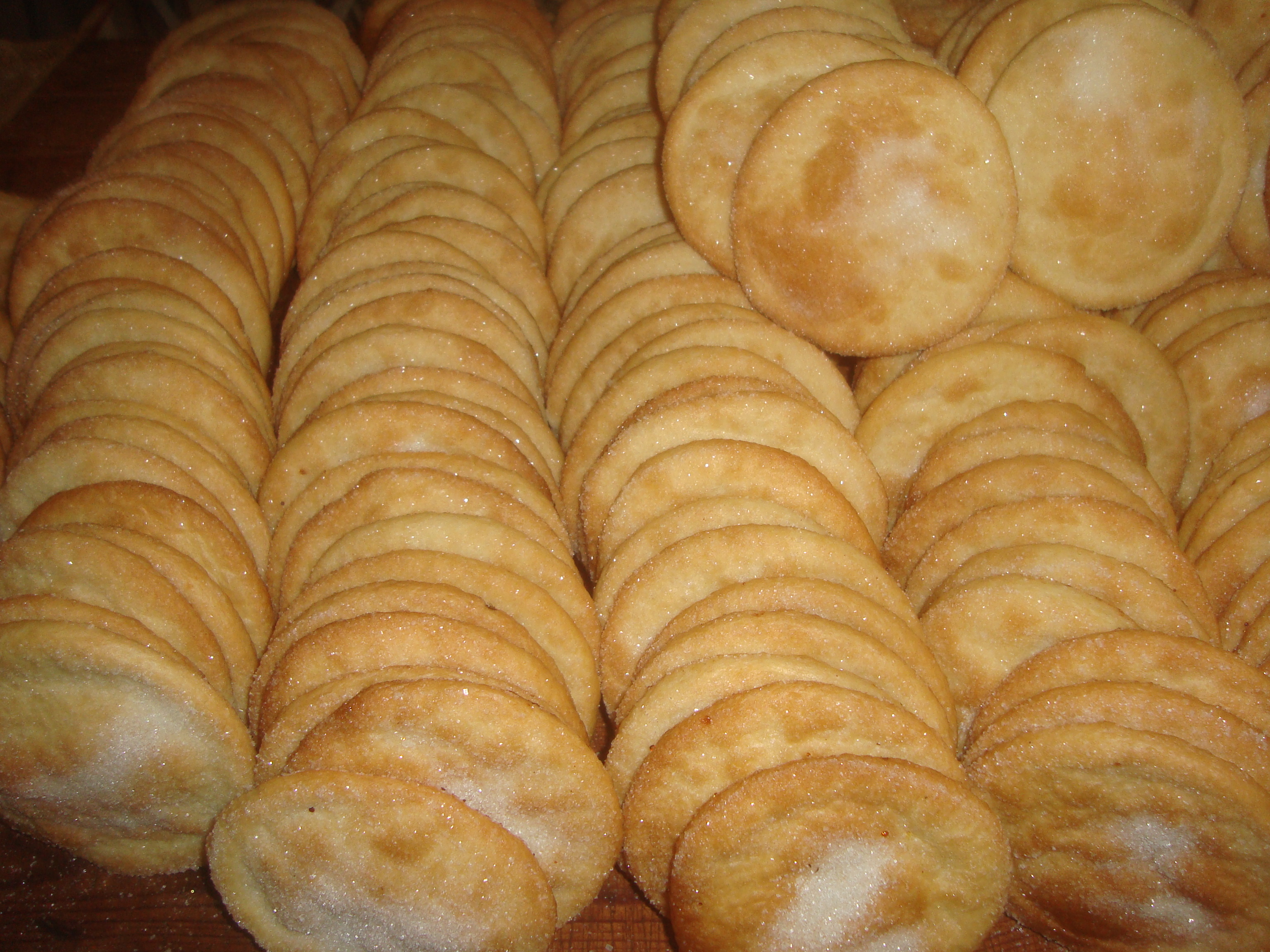
Coquetes de Sant Antoni, Xert. Repostería Santoral.

Es típico en la repostería clásica española tener un dulce en honor al Santo o Patrón de un lugar, este tipo de dulces se elaboraba en las fechas cercanas a su onomástica. En las diferentes regiones españolas se celebran diversas costumbres relacionadas con la culinaria y elaboración de postres y dulces.
- El 6 de enero en la festividad de la Epifanía se toma en muchas partes de España el roscón de reyes con chocolate a la taza como merienda.
- El 7 de enero en Ferrol se establece el día del arroz con leche.
- El 17 de enero se ofrecen los panecillos de San Antón en honor de san Antonio Abad en Madrid.
- El 20 de enero en el pueblo de la provincia de Cuenca las tortillas de San Sebastián, suelen servirse en periodo de la Vigilia que como "Voto de Villa" hizo el pueblo de Horcajo de Santiago al santo San Sebastián.
- El 25 de enero en la celebración de San Pablo en Barcelona se acostumbra a incluir como postre el tortell, tanto en la comida, como en la cena.
- El 3 de febrero en Barcelona se bendicen las tradicionales pets de monja (paciencias de San Blas). En Horcajo de Santiago (provincia de Cuenca) los Muertos de San Blas (el día de San Blas), para merendar en el campo los niños. Son tortas de fabricación casera con manteca o aceite y un chorizo o un huevo, colocado en una orilla ("el muerto").
- 19 de marzo en la festividad de San José en la provincia de Valencia se ofrecen las tortadas de almendras, el plat de gloria, las puntas de diamantes, las sopadas de la Reina. En diversas localidades del Levante español se elaboran las almojábanas.
- El 19 de abril se celebra en Madrid y Sevilla consumiendo los huesos de San Expédito, en algunas ocasiones coincidiendo con la Semana Santa.
- Es tradición en Fuenterrabía (Guipúzcoa) que el 25 de abril (Día de San Marcos) las madrinas obsequien a sus ahijados con una opila de San Marcos (pastel de bizcocho con huevos duros).
- El 1 de mayo en Santo Domingo de la Calzada, la Cofradía reparte por toda la ciudad y pueblos cercanos el denominado “Pan del Santo” Mollete del Santo, se trata de un mollete (bollo con escasa levadura), que suele conservarse durante todo el año en los domicilios particulares, y que simboliza el pan de caridad que el santo daba a los peregrinos y necesitados que transitaban por estos lugares en peregrinación hacia Santiago.
- El 15 de mayo se celebra en Madrid las fiestas de San Isidro y es habitual comer las rosquillas de Santa Clara así como las rosquillas tontas y listas.
- El 10 de agosto son frecuentes las denominadas Lágrimas de San Lorenzo en el Escorial.
- El día 8 de septiembre en Valladolid durante la celebración de la Virgen de San Lorenzo se sirve habitualmente la Tarta de San Lorenzo.
- El 1 de noviembre el día de Todos Los Santos es típico los huesos de santo en Madrid, los panellets en Cataluña y Aragón, y por todo el territorio español los buñuelos.

## Repostería de las Regiones de España
La repostería española posee elementos en común, no obstante hay diferencias en la ejecución de algunos postres y dulces típicos según sea la zona. Las diferencias existentes entre los platos españoles no tiene un reflejo similar en la repostería que parece más unificada.

### Repostería en Cataluña
En la comunidad catalana es muy famoso el xuxo que es de origen gerundense. Se trata de una masa frita (en manteca de cerdo) que se rellena de crema pastelera. También son típicos los panellets, pequeñas bolas de harina de almendra rebozada con piñones, almendras o coco.

### Repostería en La Rioja
En la Comunidad riojana la repostería o golmajería, posee reminiscencias medievales, árabe-cristiana. Son muy famosos los fardelejos, típicos de Arnedo. Se trata de un dulce de origen árabe que comenzó a producirse en la localidad de Arnedo en los siglos IX y X. Consiste en pastel de hojaldre relleno de un similar al mazapán pero mucho más ligero, con forma rectangular. Los Ahorcaditos, el dulce típico de Santo Domingo de la Calzada son un hojaldre relleno con crema de almendra y forma de vieira, tomando la forma de la concha jacobea, dulce afamado y reconocido a lo largo de todo el Camino de Santiago. Los Mazapanes de Soto típicos de Soto en Cameros, son almendra tostada y picada mezclada con patata cocida... es típica en época navideña, y asimilada en toda la Rioja, y zona norte peninsular.

### Repostería cordobesa
La repostería cordobesa mantiene aún muchas tradiciones "árabes". Estas muestras las encontramos tanto en sus ingredientes como en su elaboración, así tendríamos el uso del ajonjolí, la matalaúva, la miel, la canela..., claro ejemplo de esto es el pastel cordobés, donde además de estos ingredientes se utiliza el cabello de ángel.
Hay muchas y variadas recetas para cada una de las fechas señaladas en el calendario que también recogen este legado, como pueden ser las gachas, que se elaboran cada 1 de noviembre, los roscos de aguardiente en Navidad, los pestiños en Semana Santa y un largo etcétera que hace la repostería cordobesa y andaluza en general, un referente.

## Referencias

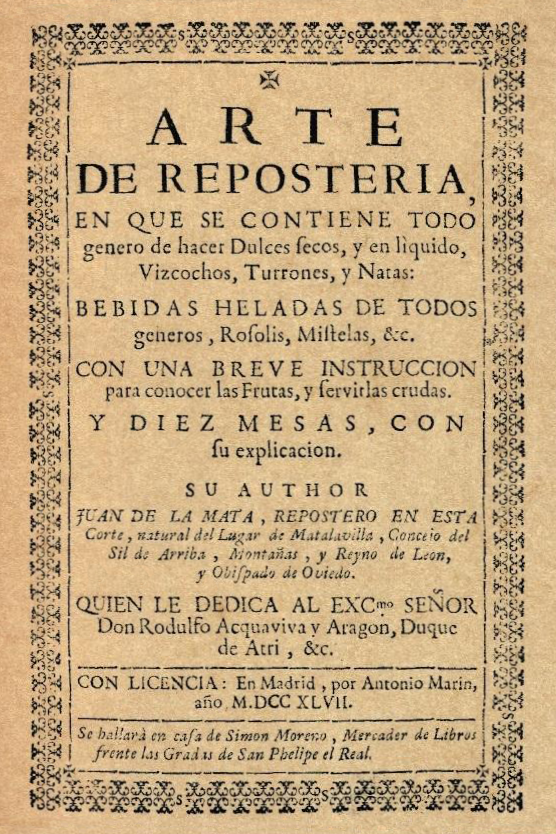
Arte de repostería (Juan de la Mata, 1747).